# Ивангородская дорога
Ивангородская дорога — в настоящее время не существующая дорога между Новгородом и Ивангородом.
Существовала в XV—XVII веках.

## История
После покорения Иваном III Новгорода и присоединения Новгородской республики к Московскому княжеству у московских князей появилась возможность выхода к Балтийскому морю и расширения зон влияния не только на Ингерманландию, но и на прибалтийские государства.
На границе с Ливонией напротив Нарвы была построена Ивангородская крепость.
Появившаяся почти одновременно с ней дорога (известна с 1504 года как система ямов, а позднее упоминается уже под собственным именем) служила самым коротким путём доставки продовольствия, грузов и, в случае необходимости — войск к западным форпостам Московского княжества — крепостям Ивангородской, Яму, Копорью.
Путь был самый короткий и почти прямой, но довольно трудный. Он проходил по западной части Водской пятины, причём почти сразу от Новгорода дорога уходила в непроходимые даже сейчас Мшинские болота у озера Вялье, и почти треть пути представляла собой гать из связанных брёвен, набросанных прямо в болото. В этих местах дорог мало даже сейчас.
Поскольку дорога была важна государству, то по её краям появились ямы, пункты замены лошадей, деревни, в которых жили дорожные рабочие — гать и вообще дорогу приходилось часто подновлять… Ещё позднее появились деревни, монастыри и даже крупные населённые пункты. Современники жаловались на качество дороги, которая не позволяла перевозить тяжёлые грузы, на отсутствие мостов, ночлега и т. п.
Дорога активно использовалась во время Ливонской войны как военная дорога, и это принесло много несчастья местным жителям, поскольку свои же войска в бескормицу порой грабили местное население.
По непроверенным данным по этой же дороге шведский военачальник Якоб Делагарди пришёл и захватил в 1611 году Новгород.
В период Смутного времени, а затем после подписания Столбовского мира 1617 года северная часть дороги и земли подпала под власть шведов. Русские земли пришли в запустение, многие монастыри и деревни прекратили своё существование.
В XVII веке дорога еще как-то использовалась (в основном шведской стороной), однако к началу Северной войны пришла в запустение. Интересно, что Пётр Первый при осаде Нарвы и позднее использовал другие маршруты перемещения войск, однако после взятия Нарвы и Юрьева в 1704 году в Новгород он приехал именно по Ивангородской дороге. Окончательно значение Ивангородской дороги упало с открытием дороги Санкт-Петербург — Москва.
На протяжении XVIII—XX веков остатки дороги постепенно зарастали, лишь часть её использовалась как дорога между отдельными деревнями, а позднее как торфовозная узкоколейка.